# Brother Martin: Servant of Jesus
Pour plus de détails, voir Fiche technique et Distribution.
Brother Martin: Servant of Jesus est un film dramatique américain de genre race film écrit et réalisé par Spencer Williams et sorti en 1942.

## Fiche technique
- Titre original : Brother Martin: Servant of Jesus
- Réalisation : Spencer Williams
- Scénario : Spencer Williams
- Pays de production :  États-Unis
- Langue originale : anglais
- Format : noir et blanc
- Genre : race film
- Distributeur : Sack Amusement Enterprises
- Durée :
- Date de sortie :
  - États-Unis : 1942

## Production
Le film a été produit à Tulsa, dans l'Oklahoma, sur le terrain de l'église catholique St. Monica. Il comportait une distribution entièrement noire et a été produit exclusivement pour être exploité dans les cinémas américains desservant les communautés afro-américaines. Il fait partie d'un certain nombre de longs métrages à thème religieux créés par Williams dans les années 1940, qui a également écrit et réalisé The Blood of Jesus (1941) et Go Down, Death! (1944).

## Conservation
Aucune archive ou collection privée n'est réputée avoir une copie de Brother Martin: Servant of Jesus, et le film est réputé perdu.